# RUBIN feladat
A RUBIN feladat a Magyar Néphadsereg teljes szervezeti struktúráját átalakította. 1987-ben a hadosztály szervezeteket felszámolták és létrehoztak három gépesített hadtestet. Az ezredek helyett dandárokat hoztak létre. Szervezetileg az 5. Hadsereg  alárendeltségében az alábbi alakulatok működtek:

## Az5. Hadseregközvetlen alakulatai
- MN 5. Vezetésbiztosító Ezred – Székesfehérvár
- MH 43. Híradó Ezred – Székesfehérvár
- MN 93. Vegyivédelmi Ezred – Kiskőrös
- MN 123. Vonalépítő Híradó Ezred – Ercsi
- MN 34. Felderítő Zászlóalj – Szolnok
- MN 145. Harckocsi Dandár – Szabadszállás
- MN 48. Gépesített Lövészdandár – Debrecen
- MN 7. Légvédelmi Rakétaezred – Keszthely
- MN 147. Mozgó Rakétatechnikai Bázis – Kaposvár
- MN 22. Tüzérdandár – Cegléd
- MN 5. Önálló Hadműveleti Harcászati Rakétadandár – Tapolca
- MN 37. Stratégiai Pontonos Hidász Ezred – Ercsi
- MN 60. Műszaki Dandár – Szeged
- MN 15. Pontonos Hidász Ezred – Szentes
- MN 123. Műszaki Technikai Ezred – Orosháza
- MN 75. Egészségügyi Ezred – Nagykanizsa
- MN 101. Felderítő Repülőszázad – Taszár
- MN 87. Harci Helikopter Ezred – Szentkirályszabadja
- 89. Vegyes Szállítórepülő Ezred – Szolnok
- MN Ellátó Dandár – Bicske

## 1. Gépesített Hadtest
- 1. Gépesített Hadtest – Tata
  - MN 57. Vezetésbiztosító Zászlóalj – Tata
  - MN 74. Felderítő Zászlóalj – Győr
  - MN 33. Gépesített Lövészdandár – Zalaegerszeg
  - MN 37. Gépesített Lövészdandár – Szombathely
  - MN 80. Gépesített Lövészdandár – Gyöngyös
  - MN 25. Harckocsi Dandár – Tata
  - MN 31. Harckocsi Dandár – Rétság
  - MN 14. Légvédelmi Rakétaezred – Győr
  - MN 87. Légvédelmi Tüzérezred – Kiskunfélegyháza
  - MN 44. Tüzérdandár – Marcali
  - MN 93. Páncéltörő Tüzérezred – Szombathely
  - MN 18. Műszaki Ezred – Győr
  - MN 95. Ellátó Ezred – Zalaegerszeg

## 2. Gépesített Hadtest
- 2. Gépesített Hadtest – Kaposvár
  - MN 45. Vezetésbiztosító Zászlóalj – Kaposvár
  - MN 42. Felderítő Zászlóalj – Szombathely
  - MN 14. Gépesített Lövészdandár – Nagykanizsa
  - MN 26. Gépesített Lövészdandár – Lenti
  - MN 63. Gépesített Lövészdandár – Nagyatád
  - MN 108. Gépesített Lövészdandár – Baja
  - MN 8. Harckocsi Dandár – Tapolca
  - MN 18. Légvédelmi Rakétaezred – Nagykanizsa
  - MH 102. Légvédelmi Tüzérezred – Jánoshalma
  - MN 101. Tüzérdandár – Pécs
  - MN 27. Páncéltörő Tüzérezred – Nagykanizsa
  - MN 76. Műszaki Ezred – Baja
  - MN 64. Ellátó Ezred – Kiskunfélegyháza/Kaposvár

## 3. Gépesített Hadtest
- 3. Gépesített Hadtest – Cegléd
  - MN 66. Vezetésbiztosító Zászlóalj – Cegléd
  - MN 24. Felderítő Zászlóalj – Eger
  - MN 5. Gépesített Lövészdandár – Mezőtúr
  - MN 6. Gépesített Lövészdandár – Eger
  - MN 62. Gépesített Lövészdandár – Hódmezővásárhely
  - MN 65. Gépesített Lövészdandár – Nyíregyháza
  - MN 35. Harckocsi Dandár – Verpelét
  - MN 15. Légvédelmi Rakétaezred – Kalocsa
  - MN 6. Légvédelmi Tüzérezred – Karcag
  - MN 50. Tüzérdandár – Jászberény
  - MN 12. Páncéltörő Tüzérezred – Karcag
  - MN 28. Műszaki Ezred – Csongrád
  - MN 64. Ellátó Ezred – Kiskunfélegyháza/Kaposvár
  - MH 5. Kiskun Elektronikai-harc Ezred – Kiskunfélegyháza